# دوکوی، بوتسوانا
دوکوی (به انگلیسی: Dukwi) شهری در ناحیهٔ مرکزی کشور بوتسوانا است که در سال ۲۰۰۰ میلادی ۵٬۸۷۷ نفر جمعیت داشته که از این تعداد، ۳٬۲۲۰ نفر مرد و ۲٬۶۵۷ نفر زن بوده‌اند.